# 藤田拓哉
藤田 拓哉（ふじた たくや、1994年11月28日 - ）は、日本のオートバイレーサー。全日本ロードレース選手権のJSB1000クラスに史上最年少となる15歳で出場し、鈴鹿8時間耐久ロードレースに年齢制限の下限となる18歳で出場した選手である。ヤマハ発動機によるYAMALUBE RACING TEAMに所属。
千葉県出身。小学3年生であった8歳の時にロードレース世界選手権を観戦した際、バレンティーノ・ロッシとマックス・ビアッジに対面したことがきっかけとなり、レーサーを目指すようになったという。2008年に出場した筑波選手権GP125ではランキング3位、もてぎ選手権GP125では5位の好成績を収める。そして翌2009年の全日本ロードレース選手権GP250に出場し、ランキング6位となる。2010年に山武南中学校を卒業しKTC中央高等学院に進学。同年には全日本選手権JSB1000クラスに15歳で出場した。以降は毎年全日本選手権に出場しており、2012年と2014年の大会ではランキング9位、2013年の大会ではランキング8位となっている。

## 主なレース戦績
- 2009年 - 全日本ロードレース選手権GP-250ランキング9位 2りんかんRT&DOG FIGHT R ヤマハ・TZ250
- 2010年 - 全日本ロードレース選手権JSB1000ランキング20位 DOG FIGHT RACING ヤマハ・YZF-R1
- 2010年 - 全日本ロードレース選手権JSB1000ランキング11位 DOG FIGHT RACING・YAMAHA ヤマハ・YZF-R1
- 2011年 - 全日本ロードレース選手権JSB1000ランキング11位 DOG FIGHT RACING・YAMAHA ヤマハ・YZF-R1
- 2012年 - 全日本ロードレース選手権JSB1000ランキング9位 DOG FIGHT RACING・YAMAHA ヤマハ・YZF-R1
- 2013年 - 全日本ロードレース選手権JSB1000ランキング8位 DOG FIGHT RACING・YAMAHA ヤマハ・YZF-R1
- 2014年 - 全日本ロードレース選手権JSB1000ランキング9位 DOG FIGHT RACING・YAMAHA ヤマハ・YZF-R1
- 2015年 - 全日本ロードレース選手権JSB1000ランキング18位 YAMALUBE RACING TEAM ヤマハ・YZF-R1

### 鈴鹿8時間耐久ロードレース
| 開催年 | バイク         | チーム                                 | パートナー                    | 総合順位 |
| ------ | -------------- | -------------------------------------- | ----------------------------- | -------- |
| 2013年 | ヤマハ・YZF-R1 | TEAMJP DOGFIGHTR YAMAHA                | 木村泰善/田村武士             | 17位     |
| 2014年 | ヤマハ・YZF-R1 | PATLABOR TEAMJP DOGFIGHTRACING・YAMAHA | ダン・クルーガー/及川誠人     | 17位     |
| 2016年 | ヤマハ・YZF-R1 | YART Yamaha Official EWC Team          | ブロック・パークス/野左根航汰 | 4位      |